# Archidendron beguinii
Archidendron beguinii är en ärtväxtart som beskrevs av De Wit. Archidendron beguinii ingår i släktet Archidendron och familjen ärtväxter. Inga underarter finns listade i Catalogue of Life.